# Öms socken
Öms socken i Västergötland ingick i Kåkinds härad, uppgick 1952 i Skövde stad, och är sedan 1971 en del av Skövde kommun, från 2016 inom Skövde distrikt.
Socknens areal var 9,65 kvadratkilometer varav 9,52 land.  År 1955 fanns här 189 invånare. Som sockenkyrka användes Sankta Helena kyrka i staden. 

## Administrativ historik
1856 överfördes till Skövde socken denna del från Forsby socken, där dock jordebokssocknen överfördes först 1885. 
Vid kommunreformen 1862 bildades Öms landskommun för de borgerliga frågorna för detta område som tidigare hanterats i Skövde socken. 1916 bildades Öms församling ur Skövde landsförsamling när denna i övriga delar uppgick i Skövde församling. Landskommunen uppgick 1952 i Skövde stad som 1971 ombildades till Skövde kommun. Församlingen uppgick 1974 i Skövde församling.
1 januari 2016 inrättades distriktet Skövde, med samma omfattning som Skövde församling hade 1999/2000, och vari detta sockenområde ingår.
Socknen har tillhört län, fögderier, tingslag och domsagor enligt vad som beskrivs i artikeln Kåkinds härad. 

## Geografi
Öms socken ligger sydost om Skövde och väster om Ösan. Socknen är en odlad slättbygd.

## Byar och hemman
Öms socken består historiskt av nedan listade byar och enstaka hemman. När en by har flera hemman anges också hemmansnumren.
- Amundtorp, ett hemman (1), tillika säteri, och en tullkvarn (2). Asmundtorp var tidigare en herrgård. Egendomen omfattade Amundtorp samt en del av byn Öm och hade såg och kvarn.[6] Marken har tagits i anspråk av militären och ingår i Skövde övningsfält. Samtliga byggnader var rivna i slutet av 1970-talet.[7]
- Bjärby, enstaka hemman.
- Lilla Risatorp (eller Tångatorp), enstaka hemman, första gången i jordeboken 1634. Oklart vad Lilla syftar på.
- Vaskan, en tullkvarn.
- Öm, by med fyra hemman (1 Sörgården, 2 Backgården, 3 Nolgården och 4 Millomgården).

## Fornlämningar
Äldre fornlämningar är ej kända.

## Namnet
Namnet skrevs 1540 Öm och kommer från byn med detta namn. Namnet innehåller ö i betydelsen 'land vid vatten' och hem, boplats; gård'. Byn ligger vid Ösan.